# NGC 9
NGC 9 är ovanligt formad spiralgalax i stjärnbilden Pegasus. Den upptäcktes den 27 september 1865 av astronomen Otto Wilhelm von Struve.